# Юні титани
Юні титани (англ. Teen Titans) — команда супергероїв, яка з'являється в коміксах, що публікуються американським видавництвом DC Comics, часто в однойменній щомісячній серії. Як випливає з назви, до складу групи входять підлітки-супергерої, багато з яких раніше були напарниками провідних героїв Ліги Справедливості. Оригінальна команда пізніше стала відома просто як Титани, коли її учасники вийшли з підліткового віку, тоді як назва Юні Титани збереглася за новими поколіннями молодих героїв. Вперше команда з'явилася в 1964 році в The Brave and the Bold #54, коли її сформували Кід Флеш (Воллі Вест), Робін (Дік Ґрейсон) та Аквахлопець (Ґарт). Назву Teen Titans команда прийняла в номері 60 після приєднання Диво-дівчини (Донна Трой).

## Історія публікації
Робін (Дік Ґрейсон), Кід Флеш (Воллі Вест) та Аквахлопець (Ґарт) об'єднуються, щоб перемогти Містера Твістера в The Brave and the Bold #54 (липень 1964), написаному сценаристом Бобом Гейні та художником Бруно Преміані. Вони вперше з'явилися під назвою Юні Титани у The Brave and the Bold #60 (липень 1965), коли до них приєдналася молодша сестра Диво-жінки — Диво-дівчина (Донна Трой). Після появи в Showcase #59 (грудень 1965), Teen Titans отримали власну серію — Teen Titans #1, створену Гейні та художником Ніком Карді.

## Учасники

### 1960—1970-ті
- Робін (Дік Ґрейсон)
- Кід Флеш (Воллі Вест)
- Аквахлопець (Ґарт)
- Диво-дівчина (Донна Трой)
- Спіді (Рой Гарпер)
- Ліліт (Ліліт Клей)
- Яструб і Голуб (Генк Голл і Дон Голл)
- Вартівник (Мел Дункан)
- Ґнаарк (Джон Ґнаррк)
- Гарлеквін (Дуела Дент)
- Джміль (Карен Бічер)
- Бетґерл (Бетт Кейн)
- Бістбой (Ґер Лоґан)

### Нові Юні титани
- Рейчел Рот (Рейвен)
- Старфайр (Коріандр)
- Кіборг (Вік Стоун)
- Терра (Тара Марков)
- Джерихо (Джозеф Вілсон)
- Робін (Джейсон Тодд)
- Фантазм (Денні Чейз)
- Панта (Розабель Мендес)
- Червона зірка (Леонід Ковар)
- Бейбі Вайлдбіст

## Поза коміксами

### Телесеріали
- Сегмент мультсеріалу «Година пригод Супермена та Аквамена»
- Мультсеріал «Юні титани» (2003)
- Мультсеріал «Молода Ліга Справедливості» (2010)[5][6]
- Мультсеріал «Юні титани, вперед!» (2013)[7]
- Вебсеріал «Титани» (2018)[8]

### Фільми
- Мультфільм «Юні титани: Халепа в Токіо» (2006)
- Камео в мультфільмі «Ліга Справедливості: Новий кордон» (2008)
- Мультфільм «Ліга Справедливості проти Юних титанів» (2016)[9]
- Мультфільм «Юні титани: Контракт Юди» (2017)[10]
- Мультфільм «Юні титани, вперед!» (2018)
- Мультфільм «Юні титани, вперед! проти Юних титанів» (2019)
- Мультфільм «Темна Ліга Справедливості: Війна Апоколіпса» (2020)

### Відеоігри
- Teen Titans (2005)
- Teen Titans (2006)
- DC Universe Online (2011)
- Камео в Injustice 2 (2017)